# Gymnocalycium rosae
Gymnocalycium rosae ist eine Pflanzenart in der Gattung Gymnocalycium aus der Familie der Kakteengewächse (Cactaceae). Das Artepitheton rosae ehrt Rosa Till (* 1926), die Ehefrau des österreichischen Kakteenliebhabers Hans Till.

## Beschreibung
Gymnocalycium rosae wächst einzeln mit dunkel olivgrünen, abgeflacht kugelförmigen Trieben mit leicht eingesenktem Scheitel und erreicht bei Durchmessern von 5,5 bis 8 Zentimetern Wuchshöhen von 4,2 bis 6,8 Zentimeter. Die sieben bis acht geraden und breiten Rippen sind deutlich in Höcker gegliedert. Die darauf befindlichen ovalen bis kreisrunde Areolen sind mit gelblich weißer Wolle besetzt. Die fünf bis sieben dünnen, ausgebreiteten, gelben Dornen besitzen eine rote oder braune Basis und sind 0,5 bis 1 Zentimeter lang.
Die trichterförmigen, weißen Blüten erreichen eine Länge von bis zu 6 Zentimeter und einen Durchmesser von 5,2 Zentimeter. Die ellipsoiden Früchte weisen eine Länge von bis zu 2,5 Zentimeter und einen Durchmesser von 1,1 Zentimeter auf.

## Verbreitung und Systematik
Gymnocalycium rosae ist in der argentinischen Provinz Salta verbreitet. 
Die Erstbeschreibung erfolgte 1995 durch Hans Till.

## Nachweise